# Baron Bradbury
Baron Bradbury, of Winsford in the County of Chester, ist ein erblicher britischer Adelstitel in der Peerage of the United Kingdom.

## Verleihung
Der Titel wurde am 28. Januar 1925 für den Ökonomen Sir John Bradbury geschaffen. Dieser war von 1913 bis 1919 Permanent Secretary to the Treasury.
Heutiger Titelinhaber ist seit 1994 dessen Enkel John Bradbury als 3. Baron.

## Liste der Barone Bradbury (1925)
- John Bradbury, 1. Baron Bradbury (1872–1950)
- John Bradbury, 2. Baron Bradbury (1914–1994)
- John Bradbury, 3. Baron Bradbury (* 1940)

Titelerbe (Heir Apparent) ist der Sohn des aktuellen Titelinhabers, Hon. John Bradbury (* 1973).